# Else von Richthofen
Else von Richthofen, egentligen Elisabeth Helene Amalie Sophie Freiin von Richthofen, född 8 oktober 1874 i Château-Salins, Frankrike, död 22 december 1973 i Heidelberg, var en tysk sociolog. 

## Biografi
Else von Richthofen föddes i Frankrike. Hennes far baronen Friedrich Ernst Emil Ludwig von Richthofen (1844–1915) var ingenjör i den tyska hären. Hennes mor var Anna Elise Lydia Marquier (1852–1930). Else von Richthofen var äldre syster till Frieda von Richthofen.
Hon utbildade sig först till lärare. Hon antogs till Heidelberguniversitetet där Max Weber var professor. Hon var en av bara fyra kvinnliga studenter vid denna tid. Hon erhöll en doktorsgrad i ekonomi år 1901. Efter studietiden arbetade hon som arbetsinspektör i Karlsruhe.
År 1902 gifte hon sig med Edgar Jaffé (1865–1921), en annan före detta student till Max Weber. Jaffé var en välkänd vetenskapsman och entreprenör. Han är även känd för att ha köpt rättigheterna till den akademiska tidskriften Archiv für Sozialwissenschaft und Sozialpolitik där Weber var en av redaktörerna. Med Jaffé fick von Richthofen tre barn: Friedel (född 1903), Marianne (född 1905) och Hans (född 1909).
Else von Richthofen bekantade sig senare åter med sin tidigare professor Max Weber och hans bror Alfred Weber. Hon var även bekant med psykoanalytikern Otto Gross och författaren Fanny zu Reventlow. Hon hade en affär med Otto Gross med vilken hon fick sitt fjärde barn, Peter (1907–1915). Hon hade även senare affärer med både Max och Alfred Weber, och hon levde tillsammans med den senare efter sin mans död.